# Bourse de Paris
Pour les articles homonymes, voir Bourse.
Ne doit pas être confondu avec Bourse de commerce de Paris.
La Bourse de Paris, intégrée dans Euronext depuis le 22 septembre 2000, est le marché officiel des actions en France. Le CAC 40 est ainsi indexé par Euronext.
Le lieu historique qu'elle a longtemps occupé à Paris est le palais Brongniart, mais il n'existe plus de bourse physique à Paris (seuls des bureaux Euronext sont présents dans le quartier d'affaires de La Défense, où se déroulent les introductions en bourse).

## Histoire de la Bourse de Paris

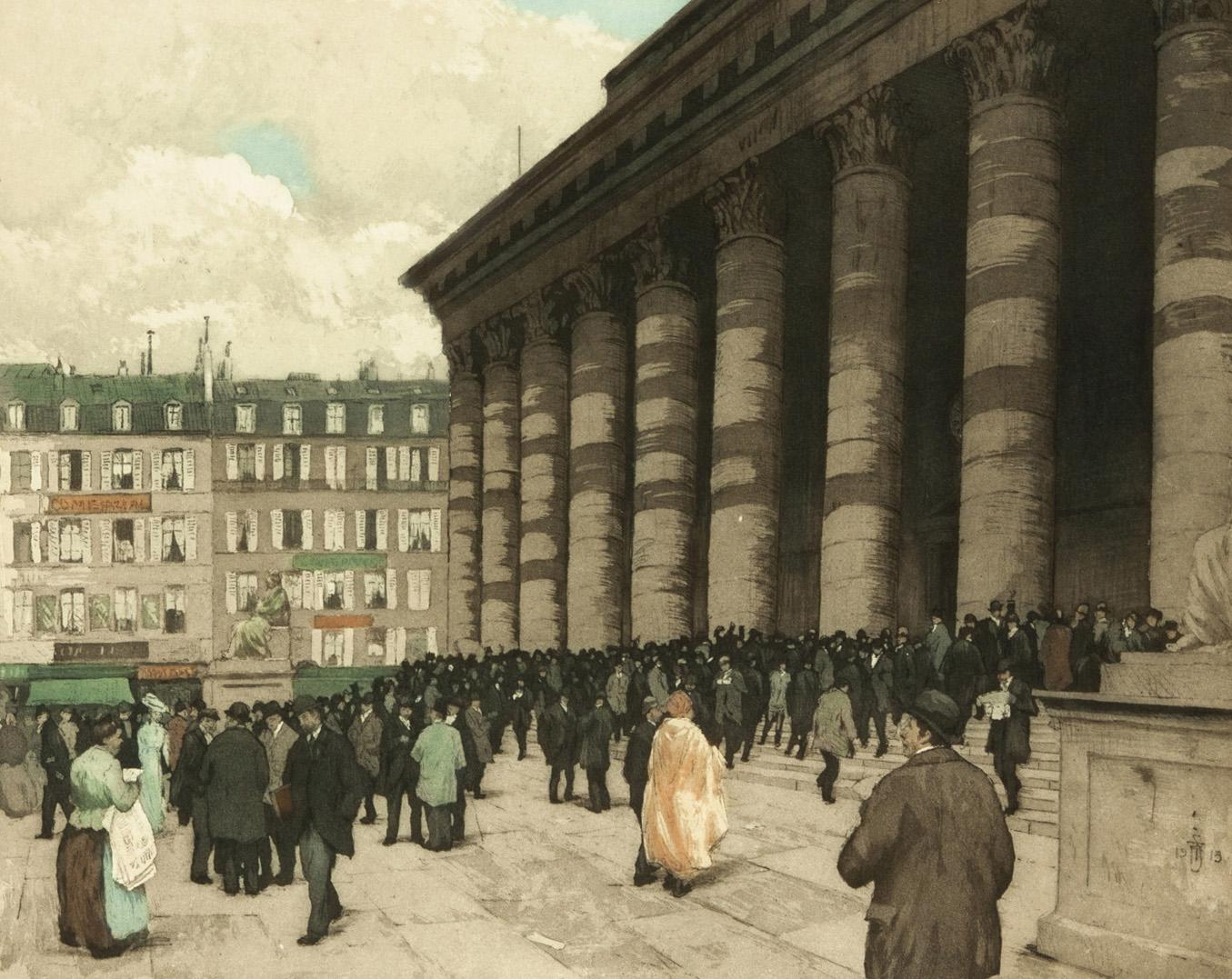
Aquatinte de Tavík František Šimon montrant l’animation aux abords du palais Brongniart vers les années 1900.

En 1563, une « place commune des marchands » est instituée à Paris. Ancêtre de ce qui deviendra la bourse de Paris, elle est la quatrième plus ancienne du territoire français, la doyenne étant celle de Lyon créée en 1540.
La première bourse de commerce à Paris est créée en 1639. C'est à partir de cette date que les courretiers de change, deniers et marchandises prennent le nom d'agents de change que le roi Charles IX a créés par un édit en 1572. Le statut d'agent de change est définitivement confirmé trois siècles plus tard en 1816, par ordonnance du roi Louis XVIII.
L’existence de sociétés par actions en France est ancienne. La Compagnie des Indes occidentales, créée en 1664, ainsi que la « Compagnie d’Afrique » et la banque générale de John Law font en 1716 l'objet d'une spéculation effrénée. Peu après, un arrêt du Conseil d’État du roi, le 24 septembre 1724, donne naissance à la Bourse de Paris. La présence des femmes y est dès l'origine proscrite, et ce jusqu'en 1967.
La Bourse de Paris a connu de multiples emplacements avant de s'installer définitivement au palais Brongniart, mais elle a toujours demeuré au cœur de Paris. La Bourse de Paris au XVIIIe siècle occupe l'hôtel de Nevers à partir du 24 septembre 1724. Le marché ouvre alors ses portes de 10 à 13 heures. Les titres s'échangent tous les jours, excepté le dimanche et les jours de fête. La place est alors ouverte aux banquiers, courtiers, marchands et autres notabilités, mais rigoureusement interdite aux femmes. Mais la Bourse de Paris reste moribonde. Il faudra attendre 1776 pour que la cote s'enrichisse de l'action de la Caisse d'escompte, dont le principe servira de base à la Banque de France. Par la suite, le développement du système bancaire dans les années 1780 permet de garnir la cotation de nouveaux titres. 
Avec la promulgation du Code de Commerce en 1807, Napoléon consacre l'entrée définitive de la finance en France. 
En 1808, Napoléon Ier pose la première pierre du palais Brongniart, conçu par l'architecte Alexandre-Théodore Brongniart et destiné à accueillir la Bourse de Paris, institution considérée d'ordre public et appréhendée par l'Empereur comme le « thermomètre de la confiance publique » à cause de la présence des rentes constituées 5 % (résultant du tiers consolidé de la banqueroute des deux tiers votée sous le Directoire) qui composent l'essentiel de la cote officielle, et dont le cours est suivi avec assiduité par Napoléon Bonaparte. Le bâtiment est finalement inauguré sous la Restauration le 4 novembre 1826.
Vers le milieu du XIXe siècle, la Bourse de Paris est entraînée dans la grande spéculation sur les premiers chemins de fer, qui vient de Londres et se transmet via les premiers liens inter-bourses, comme les pigeons voyageurs et le télégraphe.
Le 5 mars 1886, Charles Gallo (maître adjoint dans une école, clerc d'huissier, avant de devenir anarchiste et d'être condamné pour fausse monnaie) lance une bouteille d'acide prussique depuis les galeries supérieures dans la corbeille de la Bourse, puis tire trois coups de revolver sans blesser personne. Devant la cour d'assises, il explique avoir voulu accomplir un acte de propagande par le fait. Il est condamné à 20 ans de travaux forcés,.
À la fin du XIXe siècle, la place financière parisienne connaît un rayonnement mondial très important, avec les grandes opérations en capital comme Suez, Panama et les emprunts russes.
Après neuf ans de fermeture pour cause de guerre, la Bourse de Paris rouvre ses portes le 27 juin 1949.
Pascale D'Amore, rédactrice en chef déléguée du magazine decideurs.com, écrit dans l'édition du 6 mars 2019  : « Paris est la première Bourse d'actions de la zone euro »[réf. à confirmer]. 

### L'accès des femmes à la Bourse
Le règlement de la Bourse de Paris de 1724 interdit l'accès aux femmes, car celles-ci sont à l'époque accusées d'avoir « puissamment participé » aux émeutes ayant suivi l'effondrement quatre ans plus tôt du système de Law, première tentative d'introduction des billets de banque en France,,.
Cette interdiction est confirmée à deux reprises : par l'ordonnance du 20 juillet 1801 et par un décret de 1816. Les femmes peuvent uniquement pénétrer à l'intérieur de la Bourse de Paris lors de visites guidées. 
Mathilde Méliot, rédactrice financière pour La Fronde, est la première femme à être acceptée à la Bourse. Celle qui signe ses chroniques  du pseudonyme de « Triboulette » raconte qu’elle s'est d’abord introduite au palais Brongniart travestie en homme. Elle n'obtient dans un premier temps que le droit d'accès au péristyle. Soutenue par les courtiers, elle fera pression jusqu'à obtenir un laissez-passer pour couvrir la salle des marchés, en 1905.
En 1946, la Constitution française accorde les mêmes droits aux femmes qu'aux hommes. Toutefois, en 1952, Raymonde Charton, fondée de pouvoir d'une banque, est contrainte de demander une autorisation pour y exercer son métier. Le règlement intérieur de la Bourse de Paris est finalement modifié par le préfet de police en 1967 et l'interdiction d'accès faite aux femmes, supprimée,.
En janvier 2021, Delphine d'Amarzit est nommée présidente-directrice générale de cette Bourse de Paris à compter du 15 mars 2021. Elle est la première femme à accéder à ce poste.

### Les localisations successives
Dans son livre Si la Bourse m'était contée, André Kostolany raconte que la première bourse de valeurs organisée d'Europe est née à Anvers en 1592, mais qu'il a fallu, en France, attendre 1613 pour qu'un bâtiment spécialisé soit édifié sur le lieu des échanges, au pont Neuf (dans les villes italiennes de Florence et Venise, les échanges avaient lieu aussi sur un pont, respectivement le Ponte Vecchio et le Rialto).

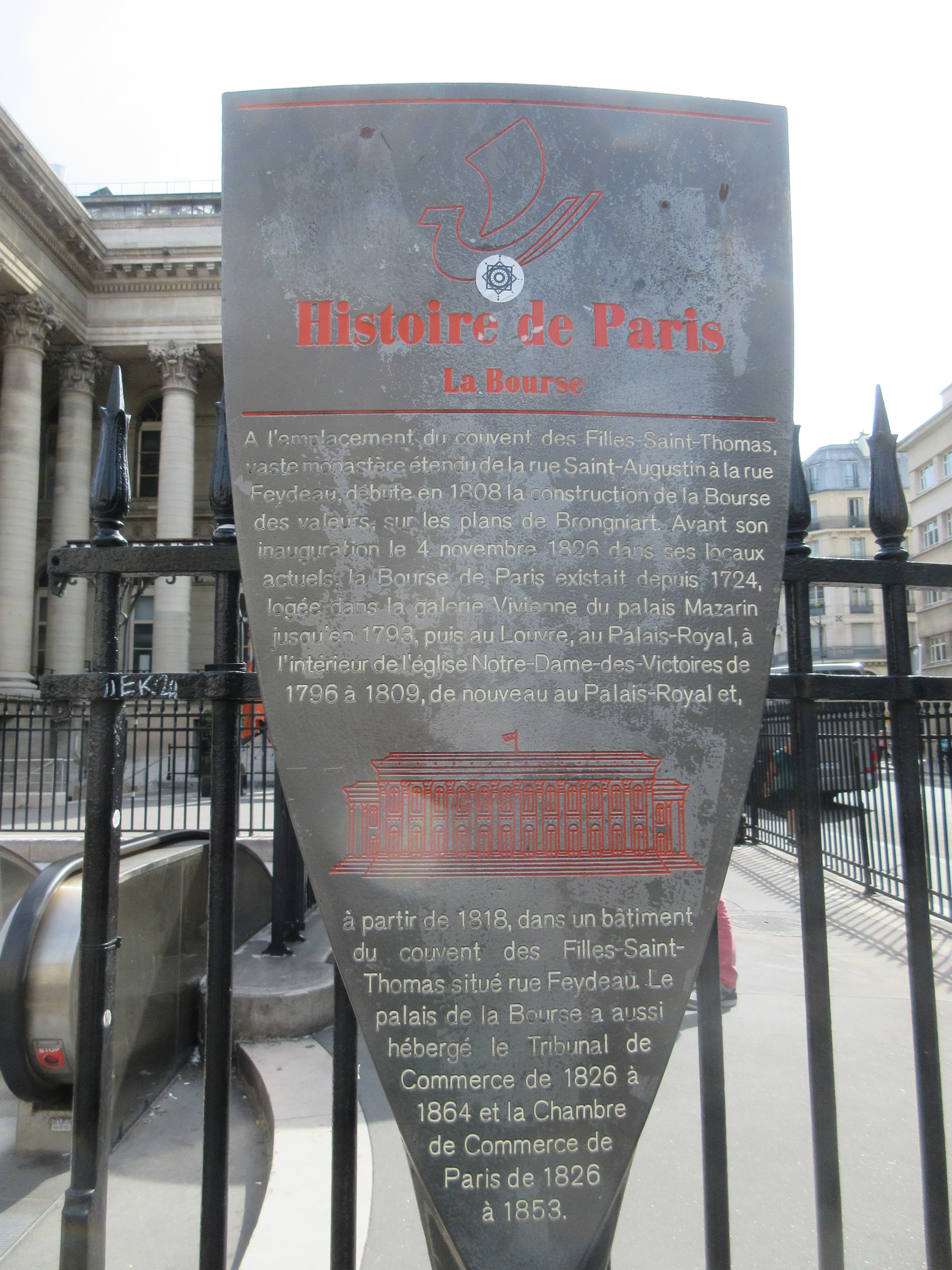
Panneau Histoire de Paris : « La Bourse ».

- Jusqu'en 1700 : place du Change (cour du Palais, au-dessous de la Galerie-Dauphine, du côté de la Conciergerie)[22] ;
- 1717 à 1721 : rue Quincampoix (lieu non officiel) ;
- 1721 à 1724 : baraquements dans les jardins de l'hôtel de Soissons[23] ;
- 1724 à 1789 : « jardins de la Compagnie des Indes », hôtel de Nevers, 6 rue Vivienne ;
- 1789 au 27 juillet 1793 : partie du « palais Mazarin »[24] correspondant à l'actuelle galerie Vivienne ;
- 10 mai 1795 au 13 décembre 1795 : palais du Louvre ;
- 12 janvier 1796 au 7 octobre 1807 : église des Petits-Pères devenue bien national ;
- 7 octobre 1807 au 23 mars 1818 : Palais-Royal, galerie dite « de Virginie », sous la grande salle du « Tribunat »[24] ;
- 23 mars 1818 à 1826 : dans un hangar, sur le terrain de l'ex-couvent des Filles-Saint-Thomas[25] ;
- 6 novembre 1826 au 6 novembre 1998 : palais Brongniart[26].

Le centre de données de la Bourse de Paris, désormais intégré dans Euronext, après avoir été localisé dans un premier temps durant quelques années dans un centre de données à Aubervilliers a été délocalisé en 2010 dans la zone industrielle de Basildon, en banlieue de Londres, sous bannière anglaise, tout comme les centres informatiques des places financières d'Amsterdam, Bruxelles, Lisbonne et Luxembourg.
Le 1er décembre 2021, Euronext a annoncé sa volonté de migrer l'ensemble de ses services (colocation) et infrastructures informatique mi-2022 au Aruba Global Cloud Data Centre IT3 à Bergame en Italie, ceci faisant suite au rachat par Euronext de la Borsa Italiana au London Stock Exchange (LSE Group).

### La cotation des premières sociétés étrangères
La réputation internationale des charbonnages wallons est telle que, dans les années 1840, plusieurs mines de charbon de Belgique sont les premières entreprises industrielles à bénéficier d'une cotation officielle à la Bourse de Paris, où l'inauguration du palais Brongniart a eu lieu le 4 novembre 1826. La première cotation de société étrangère accueillie avait été en 1834 la Banca Romana, suivie par la Banque de Belgique puis la deuxième banque américaine.
L'histoire des mines d'or s'accélère à la fin du XIXe siècle avec la cotation, dans les années 1890, des mines d'or d'Afrique du Sud à la Bourse de Paris, où elles deviennent la principale attraction. Dès 1905, l’Afrique du Sud se hisse au premier rang mondial devant l’Australie. En 1913 l’or représente 45 % de son revenu, 80 % de ses exportations et 40 % de la production mondiale.
Dans son livre Le Grand Méchant Marché, l'économiste David Thesmar raconte qu'au début du XXe siècle, la place de Paris bénéficiait d'une forte activité chez les petits porteurs, qui s'est un peu assagie par la suite, et n'avait pas beaucoup à envier aux bourses anglo-saxonnes, si ce n'est l'absence d'investisseurs de long terme comme les fonds de pension. Pierre-Cyrille Hautcœur, directeur d'étude à l'École des hautes études en sciences sociales (EHESS), estime à environ 2,5 millions le nombre de porteurs de titres à la fin de la Belle Époque, contre moins de 2 millions au début des années 1980.
Jusqu'à la fin des années 1980, la Bourse de Paris est gérée par la corporation des agents de change, sous l'égide la Chambre Syndicale de la Compagnie des Agents de Change (la CAC) qui bénéficient d'un monopole sur la cotation. Dès le début des années 1980, à la suite de la recrudescence de la concurrence entre places boursières internationales, se pose la question de la modernisation de la Bourse de Paris, qui, jusqu'à cette époque, fonctionnait principalement à la criée. Le système Cotation assistée en continu (CAC), introduit progressivement entre 1986 et 1989, rend possible la cotation en continu et la survie d'un marché qui était notamment menacé par la Bourse de Londres. Cette informatisation est suivie d'autres réformes institutionnelles, comme la modification du statut des agents de change et l'apparition de nouvelles sociétés de bourse. La Société des bourses françaises (actuel indice SBF) fait suite à la Compagnie des agents de change (origine de l'actuel indice CAC40)[réf. nécessaire]. Ainsi Xavier Dupont, dernier président de la chambre syndicale de la Compagnie, dissout la Compagnie des Agents de Change en Janvier 1988 lors de la dernière assemblée générale de la CAC qui a lieu dans le salon d'honneur au 2éme étage du Palais Brongniart. La modernisation de la Bourse de Paris est accompagnée d'autres initiatives telles que la création, dès 1989, des marchés organisés de produits financiers dérivés — le MATIF et le MONEP, désormais regroupés sous l'appellation Euronext-Liffe depuis le rachat du LIFFE par Euronext en 2002 — ou la dématérialisation des titres (avec la création de la Sicovam).
Dès la fin des années 1990, et après la mise en place du Nouveau système de cotation (NSC), la Bourse de Paris lance une initiative de fusion entre diverses bourses européennes, qui culmine avec la création d'Euronext en 2000.
En 2007, le groupe Euronext fusionne avec le NYSE pour donner naissance à la société holding NYSE Euronext. Le siège de la nouvelle entité est désormais situé à New York. Paris préserve un statut de siège international.
Le 12 novembre 2013, l'ensemble NYSE Euronext est racheté par l' InterContinental Exchange (ICE). Cette dernière décide le 27 mai 2014 de se séparer de la partie « bourse européenne » du groupe et lance un processus d'introduction en bourse d'Euronext. Depuis, Euronext est de nouveau une société indépendante, dont le siège principal se trouve à Amsterdam et le siège français à La Défense.

## Organisation et fonctionnement de la Bourse de Paris
La négociation se réalisait traditionnellement à la criée. Depuis la fin des années 1980, la Bourse de Paris est un marché entièrement électronique, grâce à la mise en place du système de cotation assistée en continu (CAC), remplacé dans les années 1990 par le nouveau système de cotation (NSC).
De manière générale, la Bourse de Paris est considérée comme un marché dirigé par les ordres ou marché d'agence. Les prix des actions cotées sont déterminés par la confrontation directe des ordres d'achat et de vente au sein d'un carnet d'ordres centralisé. Dans certains cas, des intermédiaires spécifiques, les teneurs de marché, peuvent intervenir dans l'animation de la cotation de certaines valeurs. Ceci donne lieu à la création de contrats d'apporteurs de liquidité. Leur travail consiste à placer des ordres en attente de manière à garantir l'existence d'une contrepartie.
La négociation des actions diffère selon leur liquidité. Les actions liquides sont cotées en continu de 9 h 0 à 17 h 40 tandis que les valeurs dont la liquidité est de moindre importance sont cotées par fixing à des horaires prédéterminés. Les titres considérés comme suffisamment liquides font l’objet d’au moins 2 500 transactions par an[réf. nécessaire].

### Les différents compartiments
Sur Euronext Paris, il est possible de négocier les instruments financiers suivants :
- actions (Euronext, Euronext Growth, Euronext Access) ;
- obligations (compartiment obligations : différents groupes de cotation suivant les caractéristiques des obligations) ;
- warrants et certificats (compartiment NextWarrants).

Les actions cotées sur le marché réglementé sont classées en trois compartiments selon le niveau de capitalisation boursière :
- compartiment A pour les entreprises dont le niveau de capitalisation est supérieur à 1 milliard d'euros ;
- compartiment B pour les entreprises dont le niveau de capitalisation est compris entre 150 millions d'euros et 1 milliard d'euros ;
- compartiment C pour les entreprises dont la capitalisation est inférieure à 150 millions d'euros.

La répartition des différentes valeurs du marché réglementé est revue chaque année au 31 décembre.
Toutefois, Euronext peut à tout moment exclure une valeur de son compartiment (A, B ou C) pour l'inscrire dans un compartiment dit « compartiment spécial ». Ce compartiment regroupe les valeurs qui sont affectées par des événements susceptibles de perturber durablement leur situation (mise en faillite, déclaration d'insolvabilité, etc.).
Les valeurs cotées sur le marché non-réglementé (Euronext Growth et Euronext Access) n'entrent pas dans ce système de compartimentation. Il s'agit essentiellement de PME, appréciant les conditions moins strictes d'accès au marché de cotation par rapport aux critères de l'Eurolist.

### La chaîne de traitement des titres
La chaîne de traitement des titres recouvre l’ensemble des opérations qui garantissent la bonne fin des transactions menées par les différents intervenants sur un marché financier.
Règlement-livraison, Sicovam, LCH.Clearnet, Euroclear, etc.

### Les indices boursiers à la Bourse de Paris
Euronext Paris diffuse différents indices de marché ainsi que des indices sectoriels. À l’occasion de la fusion des différents compartiments actions (Premier marché, Second marché, Nouveau marché) qui ont donné naissance à Eurolist, de nouveaux indices ont vu le jour afin de rendre mieux compte de l’évolution des marchés.
- CAC 40 (depuis le 31 décembre 1987)
- CAC 40 ESG (depuis mars 2021)
- CAC Next 20 (depuis le 3 janvier 2005)
- CAC Mid 60 (depuis le 21 mars 2011)
- CAC Small (depuis le 3 janvier 2005)
- CAC Mid & Small (depuis le 3 janvier 2005)
- CAC IT (jusqu'en 2011)
- CAC IT 20 (du 29 mars 2000 au 21 mars 2011)
- SBF 80 (depuis le 28 décembre 1990)
- SBF 120 (depuis le 31 décembre 1990)
- SBF 250 (de 1990 à 2011)

#### Sur l'histoire de la Bourse de Paris
- (en) D. Bien, « Property in office under the Ancien Régime. The case of the stockbrockers.», J. Brewer et S. Staves (ed.), Early modern conceptions of property, 1995, Routledge, Abdingon, p. 481-496.
- A. Colling, La Prodigieuse Histoire de la Bourse, 1951, SEF, Paris.
- G. Gallais-Hamonno et P.-C. Hautcœur, Histoire du marché financier français au XIXe siècle, 2007, Publications de la Sorbonne.
- P.-J. Lehmann, La Bourse de Paris, 1991, Dunod.
- P.-J. Lehmann, Histoire de la Bourse de Paris, 1997, PUF.
- F. Muniesa, « Contenir le marché : la transition de la criée à la cotation électronique à la Bourse de Paris », Sociologie du travail vol. 47 no 4, p. 485-501, 2005.
- D. A. Walker, « A factual account of the functioning of the nineteenth-century Paris Bourse », European Journal of the History of Economic Thought vol. 8 no 2, p. 186-207, 2001.
- N. Hissung-Convert, La Spéculation boursière face au droit, éd. LGDJ, tome 511, 2009, 667 p.

#### Sur la structure de la cotation à la Bourse de Paris
- B. Biais, T. Foucault et P. Hillion, Microstructure des marchés financiers : institutions, modèles et tests empiriques, 1997, PUF.
- J. Hamon, Marché d'actions. Architecture et microstructure, 1995, Economica.